# 1042 Amazone
Az 1042 Amazone (ideiglenes jelöléssel 1925 HA) egy kisbolygó a Naprendszerben. Karl Wilhelm Reinmuth fedezte fel 1925. április 22-én, Heidelbergben.